# MBSどっと!アナ
MBSどっと!アナは、毎日放送ラジオ（MBSラジオ）の2007年度下半期帯番組レーベルである。MBSの若手アナウンサーが中心でパーソナリティーを務めた。この番組開始に伴い、平日20時台に行っていたTBSラジオからの番組ネットが解消された。

## 概要

### 【火・金曜】上泉雄一のUWAらじおシーズン2
- パーソナリティ：上泉雄一、う～み（火曜）、大塚由美・バーバラよね（金曜）
- 放送時間：18:30 - 21:00

### 【水曜】魁!やまなかわた
- パーソナリティ：山中真、河田直也、前田阿希子
- 放送時間：18:30 - 20:30（2007年11月7日から『轟！宍戸一夫です』開始のため縮小。前月までは-21:00。）
- 内容：毎回リスナー参加のアンケートを基に最新トレンドを伝える

### 【木曜】スッごい!オオツキムラの時間
- パーソナリティ：大月勇、木村明浩（バッファロー吾郎）
- 放送時間：18:30 - 21:00
- 内容：仲良しコンビの2人が人生のこれからを改めて見つめ直すトークショー

### 【土曜】INO-KONボンバイエ
- パーソナリティ：井上雅雄、近藤亨、ヤナギブソン（ザ・プラン9）、新口絢子
- 放送時間：18:00 - 19:30（2007年12月1日から『三枝輝行の商い勘所』開始のため縮小。前月までは-20:00）
- 内容：スポーツネタ・結果などを中心にスポーツ中継のこぼれ話も披露する

### 【日曜第1部】DJ OKAN R-35
- パーソナリティ：高井美紀、武川智美、松井愛、西村麻子、上田悦子（毎週2人ずつのローテーション）
- 放送時間：18:00 - 19:45
- 内容：主として1980年代のヒット曲を取り上げる

### 【日曜第2部】マイコーJポップステーション
- パーソナリティ：松本麻衣子、伊藤広
- 放送時間：19:45 - 20:30
- 内容：最新の日本ポップ音楽情報

## スポンサー
- 京都銘菓・おたべ（筆頭）・スポーツニッポン新聞社（大阪本社）・ユーエン・YMCA大阪予備校（火曜日のみ）・リケン（期間により提供しない月もあり）
- 上に加え、ニッポン放送「ショウアップナイターネクスト」のCMネット受けを行う。（火曜～金曜）